# Avenida Churruarín
La Avenida José L. Churruarín es una importante arteria de la Ciudad de Paraná, Entre Ríos, Argentina. Dicha arteria comienza en las 5 Esquinas (Desde la Avenida Ramírez, y termina en el Arroyo Las Tunas al final de la Ciudad. Se extiende de oeste a este, su continuación es la calle Convención Constituyente 2008 de la localidad de Colonia Avellaneda.

## Descripción
La avenida José L. Churruarín es una de las más importantes de la ciudad de Paraná. Tiene doble sentido en casi toda su extensión, entre Avda. Ramírez y Fco. Soler tiene un solo sentido, hacia al Este para facilitar su circulación y descongestión. Próximamente se llevarán a cabo obras de asfalto de la calle, ya que desde Av. Circunvalación hasta Arroyo Las Tunas no está asfaltada por lo que la superficie es de tierra, brosa o gravilla.
- Datos: Q16301600